# Энофтальм
Энофта́льм (греч. εν — «в» и греч. οφδαλμος — «глаз») — более глубокое в сравнении с нормой положение глазного яблока в орбите. Противоположный энофтальму симптом — экзофтальм.
Распространённой причиной энофтальма является тяжёлая травма с деструкцией стенок орбиты и последующей атрофией её мягких тканей. Среди других причин энофтальма — нарушение симпатической иннервации глаза (в рамках синдрома Бернара — Горнера), врождённое уменьшение глазного яблока (микрофтальм). Устранение энофтальма связано с лечением заболевания, симптомом которого он является.